# Blood Sports
Blood Sports es el álbum debut de la banda británica Avenger. Fue reegrabado en el 2002 por Frontline Records.

## Lista de canciones

### Lado A
1. Enforcer - 3:52
2. You'll Never Take Me (Alive) - 3:22
3. Matriarch (Montrose cover) - 3:51
4. Warfare - 5:26

### Lado B
1. On The Rocks - 2:50
2. Rough Ride - 3:28
3. Victims Of Force - 3:30
4. Death Race 2000 - 3:06
5. N.O.T.J. - 5:32

## Alineación
- Ian Swift -voz-
- Les Cheetham -guitarra-
- Mick Moore -bajo-
- Gary Young -batería-

## Producción
- Martin Smith -producción, ingeniero-